# Tirer la nuit sur les étoiles
Albums de Étienne Daho
Surf
(2020)
Singles
1. Boyfriend
Sortie : 14 février 2023
2. Tirer la nuit sur les étoiles
Sortie : 12 mai 2023

Tirer la nuit sur les étoiles est le douzième album studio du chanteur français Étienne Daho, sorti le 12 mai 2023.

## Historique
Enregistré entre l’été 2021 et l’automne 2022 entre Paris, Londres et Saint-Malo, Étienne Daho écrit l'album avec Jean-Louis Piérot et le groupe américain Unloved (en) (David Holmes, Keefus Ciancia (en), et la chanteuse Jade Vincent) déjà présent sur l'album précédent Blitz de 2017.
Le 14 février 2023, le jour de la Saint-Valentin, Etienne Daho sort le titre Boyfriend composé par Unloved et inspiré par Burt Bacharach,.
L'album, composé de 12 titres, sort le 12 mai 2023. Il s'ouvre avec le titre homonyme Tirer la nuit sur les étoiles, duo avec Vanessa Paradis, inspiré par la relation amoureuse d'Ava Gardner et Frank Sinatra : « ils sont partis dans le désert. Ils ont bu, pas mal, et ils ont tiré au revolver sur les étoiles. Je trouvais que cette image était très belle, très cinématographique, très extrême, comme quand on rencontre quelqu’un et qu’on a envie de séduire cette personne, on fait des choses un peu folles. C’était ça l’idée »,.
Le 8 décembre 2023 est éditée une version deluxe de l'album, Tirer la nuit sur les étoiles - Only for you, composée de 2 CD de 28 titres dont des inédits comme Noël avec toi, Brise larmes, Une fille comme toi ne pleure pas'...

## Accueil critique
L'accueil du disque est positif. Ainsi pour Les Inrockuptibles, Daho « signe un album plus immédiat que “Blitz”, aussi orchestral qu’“Eden” et mélodique que “Corps et Ârmes”, tout en replongeant dans l’inspiration malouine de “La Notte, La Notte”. Du Daho à la fois neuf et historique, imparable et profond ». Pour Télérama qui lui attribue 4 clefs l'album est « une formidable échappée fiévreuse ». Pour l'Obs , « Une réussite ? Mieux, comme un best of de chansons originales ». Pour Libération , « Superbe et passionné… Carton plein en douze chansons ». Le Parisien parle d'« un album en état de grâce… On ne sait pas où donner de l’oreille tant il y a de tubes ». Pour Le Figaro  il s'agit de « l’acmé d’une carrière en forme de sans-fautes. De la trempe des meilleurs Daho ». Pour Vogue , « Entre mélancolie et euphorie, le nouvel album du plus grand chanteur de pop français tutoie les étoiles ». Pour Elle, le disque est un « chef-d’œuvre de romantisme amoureux et de profondeur. Envoûtant, du grand Etienne Daho ». L'Officiel parle d'« un paysage sensuel aux contours organiques, presque érotiques, tracés au plus près des épidermes ». Version Femina « On se réjouit de ce retour… Plus heureux que jamais ». Selon Paris Match il s'agit d'un « grand disque qui permet au chanteur de continuer à dominer la pop française ». Pour Télé 7 jours , « son nouvel album, majestueux, prouve que sa pop, libre et décomplexée, a des pouvoirs infinis ».
Néanmoins Le Monde dit que « le chanteur ne parvient pas à surprendre avec son douzième opus, qui explore les passions sentimentales », et selon La Presse « Daho ne se réinvente pas vraiment. N’innove pas vraiment. Il ne se fera probablement pas de nouveaux amis avec ce nouveau disque ».
L'album se classe n°1 des ventes lors de sa première semaine et termine l'année 2023 en étant 93ème des ventes totales d'albums en France.

## Liste des titres
| Tirer la nuit sur les étoiles | Tirer la nuit sur les étoiles                            | Tirer la nuit sur les étoiles                              | Tirer la nuit sur les étoiles                 | Tirer la nuit sur les étoiles | Tirer la nuit sur les étoiles | Tirer la nuit sur les étoiles | Tirer la nuit sur les étoiles | Tirer la nuit sur les étoiles | Tirer la nuit sur les étoiles |
| No                            | Titre                                                    | Paroles                                                    | Musique                                       | Durée                         |                               |                               |                               |                               |                               |
| ----------------------------- | -------------------------------------------------------- | ---------------------------------------------------------- | --------------------------------------------- | ----------------------------- | ----------------------------- | ----------------------------- | ----------------------------- | ----------------------------- | ----------------------------- |
| 1.                            | Tirer la nuit sur les étoiles (Duo avec Vanessa Paradis) | Étienne Daho                                               | Christian Fradin / Paul Fradin                | 3:34                          |                               |                               |                               |                               |                               |
| 2.                            | Boyfriend (Chœur Lou Lesage)                             | Étienne Daho                                               | Jade Vincent / Keefus Ciancia                 | 4:06                          |                               |                               |                               |                               |                               |
| 3.                            | Comme deux aimants                                       | Étienne Daho                                               | David Holmes / Jade Vincent / Keefus Ciancia  | 4:08                          |                               |                               |                               |                               |                               |
| 4.                            | Les derniers jours de pluies (Chœur Doriand)             | Étienne Daho                                               | Étienne Daho                                  | 3:29                          |                               |                               |                               |                               |                               |
| 5.                            | Virus X                                                  | Étienne Daho                                               | Fred Ventura / Paolo Gozzetti                 | 3:43                          |                               |                               |                               |                               |                               |
| 6.                            | Respire                                                  | Étienne Daho                                               | Jean-Louis Piérot / Étienne Daho              | 3:22                          |                               |                               |                               |                               |                               |
| 7.                            | Le chant des idoles                                      | Étienne Daho                                               | Étienne Daho / Christian Fradin / Paul Fradin | 3:41                          |                               |                               |                               |                               |                               |
| 8.                            | Le phare                                                 | Étienne Daho                                               | Mona Testa                                    | 2:55                          |                               |                               |                               |                               |                               |
| 9.                            | I've Been Thinking About You (Duo avec Jade Vincent)     | Étienne Daho / Jade Vincent / Keefis Ciancia / Shawn Smith | Jade Vincent / Keefis Ciancia / Shawn Smith   | 3:45                          |                               |                               |                               |                               |                               |
| 10.                           | 30 décembre                                              | Étienne Daho                                               | Jean-Louis Piérot / Étienne Daho              | 3:30                          |                               |                               |                               |                               |                               |
| 11.                           | Les petits criminels                                     | Étienne Daho                                               | Étienne Daho / Fred Ventura / Paolo Gozzetti  | 4:22                          |                               |                               |                               |                               |                               |
| 12.                           | Roman inachevé                                           | Étienne Daho                                               | Étienne Daho / Jean-Louis Piérot              | 3:14                          |                               |                               |                               |                               |                               |
| 43:58                         |                                                          |                                                            |                                               |                               |                               |                               |                               |                               |                               |

## Distinction

### Nomination
- Victoires de la musique 2024 : meilleur album